# Championnat de Hong Kong de football 2000-2001
Navigation
Saison précédente Saison suivante
La saison 2000-2001 du Championnat de Hong Kong de football est la cinquante-sixième édition de la première division à Hong Kong, la First Division League. Elle regroupe, sous forme d'une poule unique, les huit meilleures équipes du pays qui se rencontrent deux fois, à domicile et à l'extérieur. Le vainqueur de cette première phase obtient sa qualification pour la finale nationale. Une deuxième phase voit les quatre premiers s'affronter à nouveau pour déterminer le deuxième club qualifié pour la finale tandis que les quatre derniers se rencontrent pour éviter la relégation.
C'est le club de Happy Valley AA qui remporte le championnat cette saison après avoir terminé en tête de la première phase puis battu Instant-Dict FC lors de la finale nationale. C'est le quatrième titre de champion de Hong Kong de l'histoire du club.

## Clubs participants
- South China AA
- Po Chai Pills FC - Promu de D2
- Happy Valley AA
- Kitchee SC
- Yee Hope FC
- Instant-Dict FC
- Sun Hei
- Uhlsport Rangers

## Compétition
Le barème de points servant à établir les classements se décompose ainsi :
- Victoire : 3 points ;
- Match nul : 1 point ;
- Défaite : 0 point.

### Première phase
| Rang | Équipe            | Pts | J  | G | N | P  | Bp | Bc | Diff |
| ---- | ----------------- | --- | -- | - | - | -- | -- | -- | ---- |
| 1    | Happy Valley AA   | 31  | 14 | 9 | 4 | 1  | 49 | 15 | +34  |
| 2    | Instant-Dict FC   | 28  | 14 | 8 | 4 | 2  | 38 | 16 | +22  |
| 3    | South China AAT   | 28  | 14 | 8 | 4 | 2  | 27 | 20 | +7   |
| 4    | Sun Hei           | 26  | 14 | 7 | 5 | 2  | 26 | 15 | +11  |
| 5    | Yee Hope FC       | 22  | 14 | 6 | 4 | 4  | 27 | 22 | +5   |
| 6    | Uhlsport Rangers  | 9   | 14 | 2 | 3 | 9  | 9  | 28 | -19  |
| 7    | Kitchee SC        | 5   | 14 | 1 | 2 | 11 | 7  | 40 | -33  |
| 8    | Po Chai Pills FCP | 4   | 14 | 0 | 4 | 10 | 9  | 36 | -27  |

|  | Qualifications pour la finale nationale et la poule des champions |
|  | Qualification pour la poule des champions                         |
|  | Participation à la poule de relégation                            |
|  | T : Tenant du titre P : Promu de deuxième division                |

### Deuxième phase
Les équipes démarrent la deuxième phase avec la moitié du total de points et de buts acquis lors de la première phase.

#### Poule des champions
| Rang | Équipe          | Pts  | J | G | N | P | Bp | Bc | Diff |  | Résultats (▼ dom., ► ext.) | Ins | Hap | Sou | Sun |
| ---- | --------------- | ---- | - | - | - | - | -- | -- | ---- |  | -------------------------- | --- | --- | --- | --- |
| 1    | Instant-Dict FC | 30   | 6 | 5 | 1 | 0 | 30 | 11 | +19  |  | Instant-Dict FC            |     | 1-0 | 1-1 | 2-1 |
| 2    | Happy Valley AA | 22.5 | 6 | 2 | 1 | 3 | 29 | 16 | +13  |  | Happy Valley AA            | 0-3 |     | 0-2 | 2-2 |
| 3    | South China AAT | 21   | 6 | 2 | 1 | 3 | 21 | 17 | +4   |  | South China AAT            | 0-1 | 0-1 |     | 3-2 |
| 4    | Sun Hei         | 17   | 6 | 1 | 1 | 4 | 21 | 20 | +1   |  | Sun Hei                    | 1-3 | 0-1 | 2-1 |     |

|  | Qualifications pour la finale nationale |
|  | T : Tenant du titre                     |

#### Poule de relégation
| Rang | Équipe            | Pts  | J | G | N | P | Bp | Bc | Diff |  | Résultats (▼ dom., ► ext.) | Yee | Ran | PoC | Kit |
| ---- | ----------------- | ---- | - | - | - | - | -- | -- | ---- |  | -------------------------- | --- | --- | --- | --- |
| 1    | Yee Hope FC       | 29   | 6 | 6 | 0 | 0 | 35 | 17 | +18  |  | Yee Hope FC                |     | 3-1 | 1-0 | 8-1 |
| 2    | Uhlsport Rangers  | 12.5 | 6 | 2 | 2 | 2 | 13 | 20 | -7   |  | Uhlsport Rangers           | 4-0 |     | 5-0 | 4-2 |
| 3    | Po Chai Pills FCP | 7    | 6 | 1 | 2 | 3 | 10 | 32 | -22  |  | Po Chai Pills FCP          | 0-1 | 2-1 |     | 3-1 |
| 4    | Kitchee SC        | 4.5  | 6 | 0 | 2 | 4 | 6  | 30 | -24  |  | Kitchee SC                 | 1-2 | 0-3 | 1-0 |     |

|  | Relégation directe en deuxième division |
|  | Retrait du championnat en fin de saison |
|  | P : Promu de deuxième division          |

### Finale nationale
| 2 juin 2001 | Happy Valley AA   | 1 - 0 | Instant-Dict FC | Hong Kong Stadium, Hong Kong |
|             | Cheung Sai Ho 59e |       |                 |                              |

## Bilan de la saison
| Championnat de Hong Kong de football 2000-2001 |                            |
| Champion                                       | Happy Valley AA (4e titre) |
| Coupes et trophées                             |                            |
| Vainqueur de la Coupe de Hong Kong 2000-2001   | Instant-Dict FC            |
| Qualifications continentales                   |                            |
| Coupe d'Asie des clubs champions 2001-2002     | Happy Valley AA            |
| Coupe des Coupes 2001-2002                     | South China AA             |
| Promotions et relégations                      |                            |
| Promus en First Division League                | Xiangxue Pharmaceutical FC |
| Promus en First Division League                | Hong Kong FC               |
| Relégués en Second Division League             | Po Chai Pills FC           |
| Relégués en Second Division League             | Kitchee SC                 |
| Relégués en Second Division League             | Yee Hope FC (retrait)      |